# 佐藤恭子
佐藤 恭子（さとう きょうこ）は1977年（昭和52年）のミス・ユニバース日本代表である。

## 来歴・人物
東京都中野区出身。東京都立武蔵丘高等学校を卒業し、東京ビジネス専門学校スチュワーデス科で学んでいた19歳のときミス・ユニバースに応募し、関東地区代表となった。1977年（昭和52年）3月22日、大阪市のABCホールで開かれた日本大会で代表に選出された。国際線のスチュワーデスになりたいと将来の夢を語った。同年7月にドミニカ共和国のサントドミンゴで開かれた世界大会に出場したが、入賞を果たすことは出来なかった。